# Ånge (gemeente)
Ånge is een Zweedse gemeente in de provincie Västernorrlands län. Ze heeft een totale oppervlakte van 3315,4 km² en telde 10.821 inwoners in 2004.

## Plaatsen
- Ånge
- Fränsta
- Ljungaverk
- Torpshammar
- Alby
- Östavall
- Viken en Finnsta
- Erikslund
- Borgsjöbyn
- Gullgård
- Munkbyn (deel van) en Munkbysjön (deel van)
- Hallsta
- Östby (deel van) en Ö (deel van)
- Överturingen
- Ovansjö
- Naggen